# إميليانو غريلو
إميليانو غريلو (بالإسبانية: Emiliano Grillo)‏ هو لاعب غولف أرجنتيني، ولد في 14 سبتمبر 1992 في ريسيستينسيا في الأرجنتين.

## وصلات خارجية
- إميليانو غريلو على موقع رابطة لاعبي الغولف المحترفين (الإنجليزية)
- إميليانو غريلو على موقع رابطة أوروبا للاعبي الغولف المحترفين (الإنجليزية)
- إميليانو غريلو على موقع رابطة اليابان للاعبي الغولف المحترفين (الإنجليزية)
- إميليانو غريلو على موقع التصنيف العالمي الرسمي للغولف (الإنجليزية)
- إميليانو غريلو على موقع اللجنة الأولمبية الدولية (الإنجليزية)
- إميليانو غريلو على موقع أوليمبيديا (الإنجليزية)
- إميليانو غريلو على موقع اللجنة الأولمبية الأرجنتينية (الإسبانية)
- إميليانو غريلو على موقع اللجنة الأولمبية الأرجنتينية (الإسبانية)